# Gliomatosis cerebri
Gliomatosis cerebri, též mozková glimatóza nebo řídč. difuzní astrocytóza je vzácný typ mozkového nádoru. Tato špatně diagnostikovatelná nemoc je typická difuzním rozšířením glií, která působí na různé mozkové laloky. Šíření je rychlé a hluboké do okolní tkáně, což komplikuje fyzické odstranění nádoru operací. Gliomatosis cerebi se jeví jako maligní nádor podobný glioblastomu.